# Джартанов, Данияр Викторович
Данияр Викторович Джартанов (9 мая 1988, с. Беляши, Горно-Алтайская АО, Алтайский край, РСФСР, СССР) — российский военнослужащий, гвардии капитан, командир группы специального назначения 24-й отдельной гвардейской бригады специального назначения Главного управления Генерального штаба Вооружённых сил Российской Федерации. Герой Российской Федерации (2023).

## Биография
Родился 9 мая 1988 года в селе Беляши Республики Алтай.
С детства интересовался и увлекался спортом, занимался самбо, армейским рукопашным боем, лёгкой атлетикой и лыжными гонками. По самбо имеет разряд кандидата в мастера спорта России. Учился Джартанов в школе своего родного села, которую окончил. После, в 2005 году поступил в Горно-Алтайский педагогический колледж на физкультурное отделение.
В 2007 году на момент учёбы был призван в Вооружённые силы Российской Федерации на срочную службу. После окончания службы в 2008 году, остался служить по контракту. Дважды выезжал в командировку на военную операцию России в Сирии. С 2022 года участник вторжения России на Украину. Продолжает нести службу.

## Звания и награды
- Герой Российской Федерации (Указом Президента Российской Федерации «закрытым» в 2023 году за мужество и героизм, проявленные при исполнении воинского долга, гвардии младшему лейтенанту Джартанову Данияру Викторовичу присвоено звание Героя Российской Федерации с вручением знака особого отличия — медали «Золотая Звезда»[5][6][7].
- Орден Мужества (2)[источник не указан 47 дней].
- Медаль «За отвагу» (2)[источник не указан 47 дней].
- Медаль Суворова[источник не указан 47 дней].
- Орден «Тан Чолмон» («Утренняя Звезда»). 7 августа 2023[8].
- Другие награды.